# Usporivač neutrona
| Usporivač neutrona  | Nuklearni reaktori | Konstrukcija      | Država                                                                                  |
| ------------------- | ------------------ | ----------------- | --------------------------------------------------------------------------------------- |
| bez (brzi neutroni) | 1                  | BN-600            | Rusija (1)                                                                              |
| grafit              | 29                 | AGR, Magnox, RBMK | Ujedinjeno Kraljevstvo (18), Rusija (11)                                                |
| teška voda          | 29                 | CANDU             | Kanada (17), Južna Koreja (4), Rumunjska (2), Kina (2), Indija (2), Argentina, Pakistan |
| laka (obična) voda  | 359                | PWR, BWR          | 27 država                                                                               |

Usporivač neutrona ili moderator je kemijska tvar koja se koristi u nuklearnim reaktorima, a služi da uspori brze neutrone, koji time postaju spori (termički) neutroni i mogu održavati kontroliranu nuklearnu lančanu reakciju nuklearnog goriva, u kojem ima uranija-235. Mehanizam usporavanja se u osnovi svodi na elastične sudare neutrona s jezgrama atoma usporivača neutrona, pa se proces dobrim dijelom može tretirati zakonima klasične mehanike.
Danas se kao usporivač neutrona uglavnom koristi obična pročišćena voda (oko 75% svjetskih nuklearnih reaktora), kruti grafit (20% svjetskih reaktora) i teška voda (5% svjetskih reaktora). Ispituje se upotreba berilija i nekih ugljikovodika.

## Mehanizam usporavanja neutrona
Neutroni uglavnom nepostoje slobodni u prirodi, oni su vezani za atomsku jezgru. Dobiveni slobodni neutroni imaju vrijeme poluraspada oko 15 minuta. Nuklearna energija vezanja neutrona s atomskom jezgrom, koju treba savladati da bi bili slobodni, iznosi 7 do 9 MeV. Neutroni se mogu dobiti nuklearnom fisijom ili nuklearnom fuzijom. Veza između njihove brzine i temperature je: 
{\displaystyle E={\frac {1}{2}}mv^{2}={\frac {3}{2}}k_{B}T}
Neutron samo u jednom sudaru s jezgrom atoma vodika može izgubiti svu energiju. Kod sudara neutrona s jezgrama atoma deuterija i ugljika gubitak energije neutrona može doseći najviše 88.9% odnosno 28.4%, a kod sudara neutrona s jezgrom atoma uranija tek 1,7%. Iz navedenog proizlazi da su za usporavanje neutrona najefikasnije lake jezgre (ili točnije rečeno jezgre čija je masa najbliža masi neutrona), a posebno jezgre atoma vodika.
Od dobrog se usporivača neutron ili moderatora traži da brze neutrone sa što manje gubitaka usporava do termičkih energija, dakle da sam ne apsorbira neutrone, ni u jednom energetskom području. Zbog toga sposobnost usporavanja neutrona nije dovoljan pokazatelj kvalitete moderatora. Značajno je da moderator ima i maleni nuklearni udarni presjek za apsorpciju neutrona. Kao zbirni pokazatelj kvalitete moderatora uveden je odnos moderacije. Obična voda je mnogo efikasniji moderator za usporavanje neutrona od teške vode, a pogotovo od grafita. Razlog leži u velikoj vrijednosti sposobnost usporavanja neutrona za običnu vodu i velikoj vrijednosti nuklearnog udarnog presjeka vodika za elastični sudar. S druge strane, obična voda,zbog većeg udarnog presjeka za apsorpciju neutrona, ima oko 30 puta manji odnos moderacije od teške vode i 2,8 puta manji od grafita, pa je po tom pokazatelju ona najlošiji moderator.
Visoki odnos moderacije stavlja tešku vodu na prvo mjesto po kvaliteti moderatora. Razlog leži u njezinom veoma malenom udarnom presjeku za apsorpciju neutrona. Zbog toga svojstva upotreba teške vode kao moderatora omogućava korištenje nuklearnog goriva koje sadrži malo fisibilnih nuklida (prirodni uranij). I grafit omogućuje upotrebu prirodnog uranija kao nuklearnog goriva (iako je kao moderator znatno manje efikasan od teške vode). Izbor pak obične vode kao moderatora traži, zbog njezinog malog odnosa moderacije, nuklearno gorivo s povećanim udjelom fisilnih nuklida (obogaćeni uranij).
S druge strane, faktor sposobnosti usporavanja neutrona daje pokazatelj o potrebnom odnosu broja atoma moderatora i nuklearnog goriva u jezgri nuklearnog reaktora. Što je sposobnost usporavanja veća, to će trebati manja masa moderatora u jezgri. Velika sposobnost usporavanja obične vode (7,5 puta veća od sposobnosti usporavanja teške vode, a čak 21 puta veća od te vrijednosti kod grafita) pokazuje da će reaktori čiji je moderator obična voda imati najkompaktniju jezgru. Nasuprot tome, grafitom moderirani reaktori imaju jezgre većih dimenzija od lakovodnih i teškovodnih reaktora.

### Bilanca neutrona
Bilanca neutrona odražava princip očuvanja broja neutrona, koji se svodi na postavku da razlika proizvedenih i izgubljenih neutrona u nekom proizvoljnom obujmu mora odgovarati izmijenjenom broju neutrona koje taj obujam sadrži. Proizvodnja neutrona u promatranom obujmu određena je s unutarnjim izvorom neutrona. Gubitak neutrona može biti uzrokovan njihovom apsorpcijom i/ili bijegom neutrona iz tog obujma.
Unutar nuklearnog reaktora raspored energija neutrona odgovara širem energetskom spektru, koji se proteže od energija fisijskih neutrona (čija se gornja granica nalazi na oko 10 MeV) do energija termičkih neutrona (s prosječnom energijom nižom od 1eV). U procesu usporavanja neutroni postepeno prelaze u sve niže energetske razine, dok ne postignu termičku ravnotežu s jezgrama atoma moderatora.
Energija neutrona u termičkom nuklearnom reaktoru mogu se podijeliti na četiri karakteristična područja:
- Brzi neutroni, 10 MeV do 0,05 MeV (područje neelastičnih sudara),
- Usporavajući neutroni, 0,05 MeV do 0,5 keV (područje elastičnih sudara),
- Rezonantni neutroni, 0,5 keV do 0,625 eV i
- Termički neutroni, ispod 0,625 eV.

Kontrolom neutronskog prinosa kontrolira se broj neutrona, koriste se štapovi od kadmija koji se uvlače u reaktorsku jezgru i apsorbiraju neutrone.

## Nuklearno gorivo i usporivač neutrona
Nuklearno gorivo i usporivač neutrona (moderator) su materijali koji se po nuklearnim reakcijama s neutronima bitno razlikuju. Moderator je materijal koji učinkovito usporava i koji ima maleni udarni presjek za apsorpciju neutrona. Materijal nuklearnog goriva (najčešće je to prirodni ili malo obogaćeni uranij u obliku metala ili oksida) ima suprotna svojstva od moderatora. Vrlo je neefikasan za usporavanje neutrona, a ima bitno veće apsorpcijske presjeke za neutrone, posebno za one rezonantnih i termičkih energija.
Nuklearno gorivo je jak apsorber termičkih i rezonantnih neutrona. Zbog toga su gustoća i tok neutrona tih energija u unutrašnjosti gorivne šipke manji nego uz njezinu površinu. Nuklearno je gorivo dakle ponor takvih neutrona. Moderator je, naprotiv, izvor neutrona rezonantne i termičke energije (jer se u moderatoru oni proizvode iz fisijskih neutrona usporavanjem). Iz navedenog nije teško zaključiti da će tok neutrona termičkih i rezonantnih energija biti najveći u moderatoru, a najmanji unutar gorivne šipke. Obrnuto vrijedi za brze neutrone. Za takve je neutrone izvor nuklearno gorivo (jer se u gorivu proizvode u fisijama), a ponor moderator koji ih usporava.
Već sama kvalitativna slika raspodjele neutronskog toka unutar gorivne šipke i moderatora daje mogućnost donošenja važnog zaključka, koji u bitnoj mjeri utječe na uvjete kritičnosti heterogenih reaktora. Naime, na temelju poznate činjenice da je broj nuklearnih reakcija proporcionalan s tokom neutrona, možemo zaključiti da će zbog manjeg neutronskog toka unutar gorivne šipke i broj nuklearnih reakcija za apsorpciju termičkih i rezonantnih neutrona u nuklearnom gorivu biti manji nego što bi to bio da je tok neutrona bio isti kao u moderatoru. Opisana je pojava inače poznata kao "efekt zasjenjenja" (vanjski slojevi gorivne šipke zasjenjuju unutarnje slojeve od utjecaja neutronskog toka).

### Reflektor
Dimenzije nuklearnog reaktora, a time i količina nuklearnog goriva se mogu smanjiti vraćanjem dijela odbjeglih neutrona u reaktorsku jezgru. To se može postići oblaganjem jezgre reaktora slojem materijala koji, pretežno nuklearnim reakcijama elastičnog sudara, vraća dio neutrona u jezgru. Materijal koji vrši funkciju vraćanja neutrona u jezgru se zove reflektor. Dobar reflektor mora imati svojstvo male apsorpcije i efikasnog usporavanja neutrona (vjerojatnost bijega brzih neutrona je veća). Upravo takva svojstva traže se i od dobrog moderatora. Iz navedenog slijedi zaključak da će upravo materijali koji su dobri moderatori biti ujedno i dobri reflektori. Reflektori u znatnoj mjeri utječu na raspodjelu neutronskog toka u jezgri.

### Utjecaj temperature
Promjenom temperature u jezgri reaktora mijenja se i reaktivnost. Najbitniji razlozi za utjecaj temperature na reaktivnost su:
- broj atoma materijala moderatora po jedinici volumena se mijenja zbog termičke ekspanzije
- mikroskopski udarni presjeci ovisni su o prosječnoj energiji termičkih neutrona u reaktoru
- rezonantni zahvat neutrona u uraniju mijenja se s intenzitetom oscilatornog gibanja atoma uranija pod djelovanjem temperature.

Budući da je negativni temperaturni koeficijent reaktivnosti od bitnog značaja za sigurnost pogona reaktora u propisima za pogon nuklearnih energetskih postrojenja, dozvoljen je pogon reaktora samo u takvom slučaju. Osim sigurnosti pogona, nuklearna elektrana čiji reaktor ima negativni temperaturni koeficijent reaktivnosti posjeduje svojstvo samoregulacije. To se svojstvo ogleda u reakciji postrojenja na zahtjev za promjenom generirane snage (npr. kod rada nuklearne elektrane u elektroenergetskom sustavu). Kada se reaktoru poveća odvođenje snage dolazi do smanjenja temperature rashladnog sredstva. Reaktor koji ima negativni temperaturni koeficijent reaktivnosti na to reagira povećanjem reaktivnosti i generirane snage, čime svoju snagu prilagođava zahtijevanoj snazi. Takvo svojstvo reaktora znatno smanjuje zahtjeve na rad regulacijskog sustava nuklearne elektrane.

### Nuklearna lančana reakcija
Za uspješnu konstukciju nuklearnog reaktora (k=1), moderator je jako važan jer se neutroni moraju što brže usporiti. Za odvijanje nuklearne lančane reakcije odlučne su dvije veličine: neutronski prinos k i trajanje fisijske generacije τ u lančanoj reakciji. Trajanjem jedne fisijske generacije naziva se prosječno vrijeme između dviju uzastopnih fisija (da bi fisijski neutroni bili emitirani iz neke jezgre i dospjeli do drugih fisibilnih jezgara potrebno je neko vrijeme). Neutronski prinos k je omjer broja neutrona nastalih u fisijskom procesa prema broju neutrona nastalih u prethodnom fisijskom procesu. Lančana je reakcija nadkritična ako je k > 1, podkritična ako je k < 1. Ako je k = 1, lančana reakcija održava se trajno s istim brojem fisija u jediničnom obujmu. Kontrolom neutronskog prinosa kontrolira se broj neutrona, koriste se štapovi od kadmija koji se uvlače u reaktorsku jezgru i apsorbiraju neutrone.